# Maya Cousineau Mollen
Pour les articles homonymes, voir Cousineau.
Maya Cousineau Mollen est une auteure et poète engagée innue d'Ekuanitshit (Mingan).

## Biographie
Maya Cousineau Mollen est née à Ekuanitshit (Mingan),. Ses parents biologiques sont innus et ses parents adoptifs québécois : dès le jeune âge, elle est plongée dans un mélange intime de ces cultures. Sa famille adoptive garde le lien entre Maya Cousineau Mollen et sa famille biologique et veut lui permettre d'être connectée avec la nature. Également, son grand père adoptif Jack Monoloy entretenait un lien avec Sylvestre Mollen, son grand-père biologique et ancien leader innu à qui il écrivait et parlait,.
Elle détient un baccalauréat en sciences politiques et études autochtones de l'Université Laval.

### Carrière
Activiste et engagée, Maya Cousineau Mollen œuvre dans diverses domaines afin de défendre la cause des femmes autochtones et celle de son peuple Innu,. Elle détient un baccalauréat en sciences politiques et études autochtones de l'Université Laval. À l'université, elle fonde l'association autochtone de l'université.
Lors de ses études à l’Université Laval, Cousineau Mollen fait la rencontre de son « mentor » Claude Picard,, de la nation Wendat, qui lui donne la « piqûre de la question autochtone ».
De 2007 à 2013, elle travaille en tant qu'agente de liaison des Affaires Autochtones pour la Commission de la construction du Québec. De 2013 à 2016, elle devient agente de développement en projet communautaire à la Commission de la Santé et des Services sociaux des Premières Nations du Québec et du Labrador. En 2016, Cousineau Mollen se joint à l'équipe derrière l'« Enquête sur les femmes et les filles autochtones disparues ou assassinées ». Dès 2017, Cousineau Mollen s'implique chez Projets autochtones du Québec en tant qu'administratrice. Elle a également été co-présidente de RÉSEAU, un organisme qui « soutient l’éco-système formé d’individus et organismes engagés à améliorer la qualité de vie de la communauté autochtone à Montréal ». Elle s'implique aussi, dès 2018, en tant que bénévole chez Wolf Pack Street Patrol, une OSBL venant en aide aux personnes itinérantes la nuit. Cousineau Mollen est aujourd'hui conseillère en développement communautaire pour les Premières Nations et les Innus chez la firme d'architecture montréalaise EVOQ et ce, depuis 2017,.
Conférencière, Cousineau Mollen sensibilise différentes communautés à la réalité autochtone. En février 2020, elle présente « L'architecture, la diversité oubliée des peuples autochtones » au Salon Tedx à Montréal. Elle parle de l'architecture innue et démontre des exemples de projets architecturaux nés d'un mélange des cultures autochtone et québécoise. Elle participe également à divers événements tels que les conférences hors mur du Salon du Livre du Saguenay-Lac-Saint-Jean.
Elle participe à la rédaction d’articles engagés. En 2018, elle co-signe l’article « Encore une fois, l’aventure se passera entre nous, les Autochtones ? » et « À propos de “Kanata, épisode 1, la controverse” » dans le journal Le Devoir,.

### Vie littéraire
Poète, Maya Cousineau Mollen écrit depuis l'âge de quatorze ans,. En 2007, elle participe à une résidence d'écrivains à Banff, en Alberta. Elle offre souvent des performances audio et/ou vidéo en plus de ses textes écrits. Par exemple, elle performe à CIBL 101.5 en 2017, au Festival Présence autochtone en 2019 et à la deuxième émission de la série sur la solitude « C'est Fou », émission de ICI Première en 2019,. En 2019, Cousineau Mollen publie son premier recueil de poésie où elle écrit sur la femme, la colère identitaire, le corps de la femme innue, l'amour des amants et la colonisation. Son recueil est écrit en français avec plusieurs mots innus et quelques anglais.
En 2020, elle prend part à une autre résidence d'artiste au Théâtre du Soleil à Paris où elle poursuit l'écriture d'un roman. En juin 2020, elle participe à la résidence Acadie-Québec, dont le spectacle final sera annulé, mais la performance de textes est publiée en ligne. Durant la même année, elle publie un poème, « L’Appel », en hommage à Rémi Savard, décédé en 2019, dans la revue Recherches amérindiennes au Québec. Avec Louis Hamelin, Erwan Gavelle, Nathalie Lasselin, Paul Duncombe et Marty-Kanatakhatsus Meunier, elle participe au Projet Manicouagan, lequel « vise la diffusion d’un corpus d’œuvres plastiques, audiovisuelles et littéraires ainsi que le partage de données scientifiques et de découvertes culturelles. » En 2022, elle est écrivaine en résidence à McGill dans le cadre du programme Mellon ISCEI Writer in Residence program.
Pour Maya Cousineau Mollen, la poésie lui permet d’ouvrir le dialogue sur les enjeux sociaux. La poésie lui permet « de trouver des façons de formuler des choses difficiles dans des termes qui vont toucher le cœur, et non la colère de l’autre. »

## Œuvre

### Poésie
- Mots de neige, de sable et d'océan : littératures autochtones, Wendake, Éditions du CDFM, 2008, 2008 p., « Mort à l'arme blanche », p. 72
- Mots de neige, de sable et d'océan : littératures autochtones, Wendake, Éditions du CDFM, 2008, 2008 p., « Jalousie masculine », p. 73
- Susan Ouriou (dir.), Languages of Our Land : Indigenous Poems and Stories from Quebec / Langues de notre terre: Poèmes et récits autochtones du Québec, Banff, Banff Centre Press, 2014, « [Poèmes/Poems] », p. 145-160
- Bréviaire du matricule 082, Wendake, Éditions Hannenorak, 2019, 80 p. (ISBN 9782923926377)
- Michel Thérien (dir.) et Nelson Charest (dir.), Projet terre, Ontario, David Édition, 2021, 169 p. (ISBN 9782895977834)
- Enfants du lichen, Wendake, Éditions Hannenorak, 2022, 95 p. (ISBN 9782923926674)

### Nouvelles
- Michel Jean (dir.), Amun, Montréal, Stank., 2016, « Mitatamun (Regret) », p. 133-154

### Littérature jeunesse
- Le Noëldes amis de la forêt (ill. Audrey Jadaud), Saint-Lambert, Dominique et compagnie, 2021 (ISBN 9782898204326)

## Prix et honneurs
- 2020 : Prix Voix autochtone (Indigenous Voice Awards), catégorie « Poésie publiée en français » pour Bréviaire du matricule 082[30]
- 2020 : Prix coup de cœur de la librairie Renaud-Bray[31]
- 2022 : Prix du Gouverneur général : poésie de langue française en 2022 pour son recueil Enfants du lichen[32].